# Daniel Dicenta
Daniel Dicenta Silva (Valencia, 6 de noviembre de 1937 - Madrid, 2 de septiembre de 2014) fue un actor español.

## Biografía
Hijo del también actor Manuel Dicenta y nieto del dramaturgo Joaquín Dicenta, su carrera profesional se forjó fundamentalmente en el mundo del teatro y la televisión, aunque realizó igualmente incursiones en el cine.
En la gran pantalla debutó en 1963 con la versión de la zarzuela La verbena de la Paloma, dirigida por José Luis Sáenz de Heredia. Otros títulos notables en los que intervino incluyen Fortunata y Jacinta (1970), de Angelino Fons, La muerte de Mikel (1984), de Imanol Uribe y El pájaro de la felicidad (1993), de Pilar Miró, aunque quizá su papel más destacado fue el de Gregorio Valerio Contreras en El crimen de Cuenca (1980), también de Miró.
Rostro habitual en Televisión Española, participó en decenas de montajes en espacios como Estudio 1 y Novela.
En doblaje, participó en 1978 en la versión en español de la Versión Musical de Jeff Wayne de La Guerra de los Mundos como el párroco Nathaniel, que en la edición original estaba interpretado por el cantante Phil Lynott.
En teatro interpretó, entre otras, Al final de la cuerda (1962), de Alfonso Paso, con Julia Gutiérrez Caba; El baúl de los disfraces (1964), de Jaime Salom; Jaque a la juventud (1965), de Julia Maura; Yerma (1971), de Federico García Lorca, con Núria Espert; Delirio del amor hostil (1978), de Francisco Nieva, junto a María Fernanda D'Ocón, Florinda Chico y Silvia Tortosa; Los domingos, bacanal (1980), de Fernando Fernán Gómez, con Emma Cohen y Enric Arredondo; Juan José (1980), de su abuelo Joaquín; Seis personajes en busca de autor (1982), de Luigi Pirandello; La señorita de Tacna (1982), de Mario Vargas Llosa y Dios está lejos (1987), de Marcial Suárez, con Mercedes Sampietro en el Teatro Español.
En los últimos años se dedicó al doblaje, siendo, por ejemplo, la voz en castellano de Robert Englund en las secuelas de Pesadilla en Elm Street (en la 3, 4 y 6, además de la serie) y la de Peter Stormare en Fargo.
Estuvo casado con Lola Herrera, con quien en 1981, tras catorce años separados, rodó el docudrama Función de noche, con diálogos sobre aspectos de su vida privada. Fruto del matrimonio nacieron la también actriz Natalia Dicenta Herrera y el fotógrafo Daniel Dicenta Herrera.
Falleció en Madrid el 2 de septiembre de 2014.

## Teatro
- El portero (1962), de Harold Pinter.
- Al final de la cuerda (1962), de Alfonso Paso.
- El baúl de los disfraces (1964/65), de Jaime Salom.
- Jaque a la juventud (1965) de Julia Maura
- Ella, él y Salomón (1966), de José Santolaya.
- Yerma (1971), de Federico García Lorca.
- Delirio del amor hostil (1978), de Francisco Nieva.
- Los domingos, bacanal (1980), de Fernando Fernán Gómez
- Juan José (1980), de su abuelo Joaquín.
- Seis personajes en busca de autor (1982), de Luigi Pirandello
- La señorita de Tacna (1982), de Mario Vargas Llosa
- Dios está lejos (1987), de Marcial Suárez

## Trayectoria en TV
- Primera función 
  - Prohibido en otoño (28 de septiembre de 1989)
- Turno de oficio 
  - Las manos del tiempo (30 de diciembre de 1986)
- Las pícaras 
  - La hija de Celestina (13 de mayo de 1983)
- Historias para no dormir 
  - El trapero (27 de septiembre de 1982)
- Encuentros con las letras
  - Juan José (27 de noviembre de 1980)
- Cuentos y leyendas 
  - La rubia y el canario (16 de enero de 1976)
- El Teatro 
  - La batalla de Verdún (18 de noviembre de 1974)
- Noche de teatro  
  - Dulce pájaro de juventud (12 de julio de 1974)
  - Cisneros (19 de julio de 1974)
- Ficciones 
  - El ópalo (7 de abril de 1973)
  - El Castillo de Rackrent (19 de enero de 1974)
  - El rumor (19 de noviembre de 1981)
- Sospecha 
  - La paga del policía (31 de agosto de 1971)
- Hora once 
  - El paquebote de Tenacity (11 de mayo de 1969)
- Estudio 1 
  - El sillón vacío (9 de agosto de 1967)
  - Tío Vania (11 de noviembre de 1969)
  - El último tranvía (2 de julio de 1970)
  - El Santo de la Isidra (14 de mayo de 1971)
  - Barriada (7 de diciembre de 1973)
  - La casa del viento (15 de septiembre de 1975)
  - Deseo bajo los olmos (19 de enero de 1976)
  - La casa de las chivas (22 de mayo de 1978)
  - El orgullo de Albacete (22 de noviembre de 1978)
  - La serrana de la vera (10 de marzo de 1981)
- Dichoso mundo  
  - El otro mundo (19 de junio de 1967)
- Autores invitados  
  - La alternativa (23 de marzo de 1966)
  - La otra ciudad (27 de abril de 1966)
- Primera fila 
  - Con la vida del otro (15 de abril de 1964)
- Fernández, punto y coma 
  - 8 de marzo de 1964 (8 de marzo de 1964)
- La noche al hablar 
  - Charlie saldrá esta noche (20 de febrero de 1964)
- Estudio 3 
  - El guateque (3 de febrero de 1964)
- Novela 
  - Dos mujeres (2 de diciembre de 1963)
  - Investigación judicial (7 de junio de 1965)
  - Biografía de Gabriel y Galán (22 de junio de 1970)
  - El pesimista corregido (13 de diciembre de 1971)
  - El secreto (30 de septiembre de 1974)
  - Ana Karenina (3 de noviembre de 1975)
  - Teresa (6 de junio de 1977)